# Tsawatenok
Tsawatenok (Tsawataineuk, Dzawada'enuxw, Dzawada'enux), pleme američkih Indijanaca iz skupine Kwakiutl, porodica Wakashan, naseljeno na Kingcome Inletu u kanadskoj procvinciji Britanska Kolumbija, istočno od plemena Hahuamis.
Kultura je tipična za Kwakiutle. Žive u drvenim kućama bighouses ili gigukwdzi, velike strukture, s krovovima na dvije vode, namijenjene za proširene obitelji. Svaka obitelj u 'velikoj kući' ima svoje određeno mjesto. Glavno naselje im je Gwa'yi. danas žive na rezervatima: Bat-L-Ki 3, Charles Creek 2, Kawages 4, Kukwapa 5 i Quaee 7.

## Vanjske poveznice
- Musgamakw Tsawataineuk (engl.)
- Kwakiutl Indian Tribe History (engl.)
- Tsawataineuk (engl.)